# Кримінальний жаргон
Кримінальний, блатний або злодійський жаргон — соціальний діалект (соціолект), який розвинувся в середовищі декласованих елементів суспільства, як правило, професійних злочинців та/або ув'язнених виправних установ. Являє собою систему термінів і виразів, покликаних спочатку ідентифікувати учасників злочинного співтовариства як відокремлену частину соціуму, які протиставляють себе законослухняному суспільству. Використання термінів та виразів також має на меті ускладнити розуміння сенсу бесіди або спілкування між декласованими елементами з боку непосвячених. Злодійський жаргон, як правило, відображає внутрішню ієрархію злочинного світу, закріплюючи найбільш образливі слова, клички тощо за тими, хто перебуває на найнижчому щаблі ієрархії, а «найповажніші» слова і вирази — за тими, хто має найбільшу владу і вплив.
Кримінальне середовище ще в XIX столітті (а, можливо, і раніше) перейняла арґо, спочатку використовувалося бродячими торговцями офенями (звідси й походить слово «феня»). Злодійський жаргон включає також слова з їдишу, української, російської та інших мов.
У 1930-1950-і роки в СРСР були репресовані і опинилися в місцях позбавлення волі багато вчених, письменників, поетів (наприклад, Дмитро Лихачов, Олександр Солженіцин, Варлам Шаламов), в 1960-1980-і роки — правозахисники (наприклад, Анатолій Марченко, Юрій Орлов). Вони описали тюремний побут і використовувану там мову. Частково з цієї причини, а також тому, що через радянські тюрми пройшла чимала частина населення країни, багато слів злодійського жаргону стали відомі і перейшли в розмовну і навіть літературну російську мову.
На початку 2016 року Мін'юст РФ ввів нові правила утримання в слідчих ізоляторах (СІЗО), що забороняють підслідним використовувати кримінальний («блатний») жаргон.